# Club de Fútbol Figueruelas
Club de Fútbol Figueruelas fue un club de fútbol español de la localidad zaragozana de Figueruelas, en Aragón. Fundado en 1987, y tras un efímero paso por la Segunda División B de España en su historia, desapareció en 2008.

## Historia
El club fue fundado en 1987, llegó a disputar una temporada en Segunda División B de España como máximo logro, sería en la temporada 1999-2000. Desapareció 9 años después del citado éxito, en 2008 tras descender a la Regional Preferente de Aragón, retirándose el 19 de agosto del mismo año, antes siquiera de iniciar la competición.

## Uniforme
- Uniforme titular: Camiseta verde, pantalón blanco, medias blancas.
- Uniforme alternativo: Camiseta, pantalón y medias blancas.

## Estadio
El Figueruelas disputaba sus partidos en el campo de fútbol de San Isidro, con capacidad para 4.500 asistentes.

## Jugadores
Entre otros futbolistas destacados que jugaron en el Club de Fútbol Figueruelas podemos destacar a los guardametas Eduardo Navarro y Rubén Pérez que compartieron la portería en la temporada que disputó el club en la Segunda División B de España.

## Entrenadores
Cronología de los entrenadores
- 1993-1995: Juan Carlos Arribas.
- 1998-2000: Paco Rúa.
- 2006-2007: Miki Álvarez.[3]

## Datos del club
- Temporadas en Segunda División B: 1.
- Temporadas en Tercera División: 10.
- Clasificación histórica de la Segunda División B: 343º.
- Único puesto en liga: 19º (temporada 1999-00).
- Más partidos disputados: Míchel (35), Ormad (34), Ripol (33), Lobera (33), Íñigo (33).a
- Más minutos: Míchel (3.062), Ormad (2.953), Ripol (2.704).a
- Más goles: Ángel Lobera (12), Juani (4).a
- Expulsado más veces:  Moya (3), David Ruiz (2).a
- Mayor goleada conseguida:
  - En casa: C. F. Figueruelas 5-0 C. D. Izarra (1999-00).a
  - Fuera: Real Valladolid C. F. "B" 0-2 C. F. Figueruelas (1999-00).a
- Mayor goleada encajada:
  - En casa: C. F. Figueruelas 0-4 Deportivo Alavés "B" (1999-00).a
  - Fuera: C. D. Calahorra 5-0 C. F. Figueruelas (1999-00).a

Datos referidos a:

a La Segunda División B España.

## Palmarés

### Torneos nacionales
- Subcampeón de la Tercera División de España (1): 2000-01.

### Torneos regionales
- Regional Preferente de Aragón (1): 1993-94.
- Subcampeón de la Regional Preferente de Aragón (1): 2005-06.